# Orzeszków (gmina)
Orzeszków (od 1973 Uniejów) – dawna gmina wiejska istniejąca w latach 1937–1954 w województwie łódzkim i poznańskim. Przed wojną siedzibą władz gminy był Orzeszków, a po wojnie Kościelnica.
Gmina Orzeszków powstała 1 października 1937 roku w powiecie tureckim w województwie  łódzkim z obszaru zniesionych gmin Skotniki (w całości), Kościelnica (częściowo) i Biernacice (częściowo). Gminę utworzono w związku z reformą gminną przeprowadzoną na terenie powiatu tureckiego w 1937 roku, polegającą na zniesieniu 16 gmin wiejskich, a w ich miejsce utworzeniu 7 nowych. 1 kwietnia 1938 roku gminę wraz z całym powiatem tureckim przeniesiono do województwa poznańskiego. 1 kwietnia 1939 roku do gminy Orzeszków przyłączono z powiatu kolskiego część obszaru zniesionej gminy Koźmin (gromadę Lekaszyn).
Po wojnie gmina zachowała przynależność administracyjną. Według stanu z dnia 1 lipca 1952 roku gmina składała się z 24 gromad: Brzeziny, Brzozówka, Czekaj, Czepów Dolny, Człopy, Domanin, Felicjanów, Góry, Kościelnica, Kuczki, Lekaszyn, Orzeszków, Orzeszków-Kolonia, Ostrosko, Rożniatów, Rożniatów-Kolonia, Skotniki, Spicimierz, Stanisławów, Wielenin, Wielenin-Kolonia, Wieścice, Wilamów i Zieleń.
Jednostka została zniesiona 29 września 1954 roku wraz z reformą wprowadzającą gromady w miejsce gmin. Po reaktywowaniu gmin z dniem 1 stycznia 1973 roku gminy Orzeszków nie przywrócono, utworzono natomiast jej terytorialny odpowiednik, gminę Uniejów.